# Onthophagus subaeneus
Onthophagus subaeneus là một loài bọ cánh cứng trong họ Bọ hung (Scarabaeidae).